# Список матчей сборной Англии по футболу (1872—1899)
В данном списке приведены результаты матчей сборной Англии по футболу с 1872 по 1899 год. В данном списке присутствуют только официальные матчи, признаваемые Футбольной ассоциацией Англии и ФИФА.
Сборная Англии провела пять матчей против сборной Шотландии с 1870 по 1872 год, но они считаются неофициальными. Первый официально признанный международный матч сборные Англии и Шотландии провели 30 ноября 1872 года.
С 1872 по 1899 год сборная Англии провела 61 официальный матч, одержав за этот период 37 побед, 9 ничьих и 15 поражений. С 1872 года Англия неизменно проводила ежегодную встречу с Шотландией, с 1879 года начались ежегодные встречи с Уэльсом. В 1884 году был основан Домашний чемпионат Великобритании, в котором регулярно встречались между собой сборные Англии, Шотландии, Уэльса и Ирландии. Из 15 турниров, которые прошли до 1900 года, Англия выиграла семь, а ещё в двух «разделила» чемпионский титул с Шотландией.
Подробности матчей (время начала, авторы и минуты забитых голов, посещаемость, судьи и иные детали, а также источники информации) указаны в скрытых блоках. Иногда данные из разных источников противоречат друг другу, в таких случаях в примечаниях указаны альтернативы из различных отчётов о матчах. В секции составов сборной Англии в скобках указана расстановка, например (2-3-5) означает «2 защитника», «3 хавбека» и «5 нападающих».
Время начала всех матчей указано местное.
Легенда
 Победа сборной Англии
 Ничья
 Поражение сборной Англии

## 1870-е годы

### 1872 (матч № 1)
| 30 ноября 1872 Товарищеский матч | Шотландия | 0:0         | Англия | Партик, Глазго, Шотландия                                                                       |
| 14:15 |           | [ 2 ] [ 3 ] |        | Стадион: «Гамильтон Кресент» Зрителей: от 2,5 до 5 тысяч Судья: Уильям Кей (Пертшир, Шотландия) |
| Примечание: В большинстве отчётов указано, что на матче было 4000 зрителей. Встречаются данные «более 5000», «около 2500», «не менее 2500, так как дам пропускали бесплатно». Англия: (1-2-7) Роберт Баркер (Хартфордшир Рейнджерс), Харвуд Гринхалш (Ноттс Каунти), Реджиналд Уэлч (Уондерерс), Фредерик Чаппелл (Оксфорд Юниверсити), Уильям Мейнард (Ферст Сарри Райфлз), Джон Брокбэнк (Кембридж Юниверсити), Чарльз Клегг (Уэнсдей), Арнолд Керк Смит (Оксфорд Юниверсити), Катберт Оттауэй (Оксфорд Юниверсити), Чарльз Ченери (Кристал Пэлас), Чарльз Морис (Барнс) |           |             |        |                                                                                                 |

### 1873 (матч № 2)
| 8 марта 1873 Товарищеский матч | Англия                                           | 4:2         | Шотландия                     | Кеннингтон, Лондон, Англия                                                                  |
| около 15:00 | - Кеньон-Слейни 2′ 60′ - Бонсор 10′ - Ченери 75′ | [ 4 ] [ 5 ] | - Ренни-Тейлор 15′ - Гибб 21′ | Стадион: «Сарри Крикет Граунд» Зрителей: более 3000 Судья: Теодор Ллойд (Вустершир, Англия) |
| Примечание: Минуты забитых голов, а также данные о посещаемости матча в разных отчётах отличаются. Кеньон-Слейни стал автором первого гола в истории международных матчей, а также автором первого «дубля» в истории сборных. Англия: (2-2-6) Александер Мортен (Кристал Пэлас), Харвуд Гринхалш (Ноттс Каунти), Леонард Хауэлл (Уондерерс), Алфред Гудуин (Ройал Энджинирс), Уолпол Вайдал (Оксфорд Юниверсити), Пелам вон Доноп (Ройал Энджинирс), Чарльз Ченери (Кристал Пэлас), Уильям Клегг (Уэнсдей), Александер Бонсор (Уондерерс), Хьюберт Херон (Уондерерс), Уильям Кеньон-Слейни (Уондерерс) |                                                  |             |                               |                                                                                             |

### 1874 (матч № 3)
| 7 марта 1874 Товарищеский матч | Шотландия                      | 2:1         | Англия        | Партик, Глазго, Шотландия                                                           |
| 15:30 | - Андерсон 42′ - Маккиннон 45′ | [ 6 ] [ 7 ] | Кингсфорд 22′ | Стадион: «Гамильтон Кресент» Зрителей: 8000 Судья: Арчибалд Рей (Глазго, Шотландия) |
| Примечание: Минуты забитых голов в разных отчётах отличаются. Англия: (2-1-7) Реджиналд Уэлч (Уондерерс), Роберт Оугилви (Клэпем Роверс), Алфред Стратфорд (Уондерерс), Фрэнсис Берли (Оксфорд Юниверсити), Катберт Оттауэй (Оксфорд Юниверсити), Чарльз Вулластон (Уондерерс), Роберт Кингсфорд (Уондерерс), Джон Холи Эдвардс (Уондерерс), Джон Оуэн (Шеффилд), Чарльз Ченери (Кристал Пэлас), Хьюберт Херон (Уондерерс) |                                |             |               |                                                                                     |

### 1875 (матч № 4)
| 6 марта 1875 Товарищеский матч | Англия                      | 2:2         | Шотландия                 | Кеннингтон, Лондон, Англия                                                        |
| 15:00 | - Вулластон 24′ - Олкок 60′ | [ 8 ] [ 9 ] | - Макнил 35′ - Эндрюс 75′ | Стадион: «Сарри Крикет Граунд» Зрителей: 1500 Судья: Алфред Стэр (Лондон, Англия) |
| Примечание: Минуты забитых голов в разных отчётах отличаются. Англичане начали матч вдесятером: Уильям Карр из Шеффилда опоздал на матч, его место в воротах занял Александер Бонсор. Через десять минут Карр вышел на поле, заняв место в воротах англичан, а Бонсор вернулся на привычную роль нападающего. Англия: (2-1-7) Уильям Карр (Оулетрон), Эдуард Хейгарт (Свифтс), Уильям Росон (Оксфорд Юниверсити), Фрэнсис Берли (Оксфорд Юниверсити), Пелам вон Доноп (Ройал Энджинирс), Чарльз Вулластон (Уондерерс), Чарльз Уильям Олкок (Уондерерс), Херберт Росон (Ройал Энджинирс), Александер Бонсор (Уондерерс), Хьюберт Херон (Уондерерс), Ричард Дживз (Клэпем Роверс) |                             |             |                           |                                                                                   |

### 1876 (матч № 5)
| 4 марта 1876 Товарищеский матч | Шотландия                                  | 3:0           | Англия | Партик, Глазго, Шотландия                                                                                   |
| 15:30 | - Б. Маккиннон 8′ - Макнил 12′ - Хайет 35′ | [ 10 ] [ 11 ] |        | Стадион: «Гамильтон Кресент» Зрителей: от 12 до 40 тысяч Судья: Уильям Кэмпбелл Митчелл (Мохлин, Шотландия) |
| Примечание: В разных отчётах указаны разные цифры посещаемости: 12 000, 15 000, «около 16 000», «от 30 до 40 тысяч». Шотландия «показала свое преимущество в комбинационной игре». Все голы шотландцы забили ещё в первом тайме. В газетных отчётах об игре упоминается, что Англия не отправила на матч своих лучших игроков, но те, кто сыграл за неё, были сторонниками «игры в дригблинг». Матч прошёл после сильного дождя, к концу игры все игроки были в грязи Англия: (2-2-6) А. Г. Сэвидж (Кристал Пэлас), Эдгар Филд (Клэпем Роверс), Фредерик Грин (Уондерерс), Эрнест Бэмбридж (Свифтс), Боумонт Джарретт (Кэмбридж Юниверсити), Хьюберт Херон (Уондерерс), Уолтер Бьюкенен (Клэпем Роверс), Уильям Мейнард (Ферст Сарри Райфлз), Чарльз Истлейк-Смит (Кристал Пэлас), Фрэнсис Херон (Уондерерс), Артур Кершем (Ноттс Каунти) |                                            |               |        | |

### 1877 (матч № 6)
| 3 марта 1877 Товарищеский матч | Англия       | 1:3           | Шотландия                        | Кеннингтон, Лондон, Англия                                                                               |
| 15:00 | Литтлтон 55′ | [ 12 ] [ 13 ] | - Фергюсон 25′ 69′ - Ричмонд 48′ | Стадион: «Сарри Крикет Граунд» Зрителей: от 2 до 3 тысяч Судья: Роберт Оугилви («Клэпем Роверс», Англия) |
| Примечание: Матч прошёл в дождливую погоду, но за ним наблюдало от двух до трёх тысяч зрителей. В числе зрителей был Джордж Кэмпбелл, 8-й герцог Аргайл. Вероятно, это было первое посещение матча сборной Англии членом королевской семьи. Второй гол Фергюсона был забит со штрафного удара и считается первым голом, забитым со штрафного, в матчах национальных сборных. Англичане впервые потерпели два поражения подряд, а также впервые проиграли на территории Англии. Англия: (2-2-6) Мортон Беттс (Олд Харровианс), Уильям Линдзи (Уондерерс), Линдзи Бери (Кембридж Юниверсити), Уильям Росон (Оксфорд Юниверсити), Боумонт Джарретт (Кембридж Юниверсити), Чарльз Вулластон (Уондерерс), Альфред Литтлтон (Кембридж Юниверсити), Артур Кершем (Ноттс Каунти), Сесил Уингфилд-Стратфорд (Ройал Энджинирс), Джон Бейн (Оксфорд Юниверсити), Билли Мосфорт (Уэнсдей) |              |               |                                  | |

### 1878 (матч № 7)
| 2 марта 1878 Товарищеский матч | Шотландия                                                               | 7:2           | Англия                      | Глазго, Шотландия                                                                                  |
| 15:30 | - Макдугалл 7′ 41′ 46′ - Макгрегор 32′ - Макнил 39′ 70′ - Маккиннон 62′ | [ 14 ] [ 15 ] | - Уайли 65′ - А. Кершем 75′ | Стадион: «Хэмпден Парк» Зрителей: от 10 до 20 тысяч Судья: Уильям Андерсон Дик (Глазго, Шотландия) |
| Примечание: Авторы и минуты нескольких забитых голов, а также данные о посещаемости матча в разных отчётах отличаются. Шотландцы выиграли у англичан с разгромным счётом 7:2 даже несмотря на то, что они играли вдесятером с 65-й минуты (Том Валланс вынужден был покинуть поле из-за того, что «кусок газона попал ему в глаз», а замены на тот момент не были предусмотрены правилами). Джон Макдугалл сделал хет-трик в ворота англичан. Результат стал крупнейшим поражением сборной Англии на тот момент. Также англичане впервые потерпели три поражения подряд. Англия: (2-2-6) Конрад Уорнер (Аптон Парк), Джек Хантер (Хили), Эдуард Литтлтон (Кембридж Юниверсити), Боумонт Джарретт (Кембридж Юниверсити), Норман Бейли (Клэпем Роверс), Перси Фэрклаф (Олд Форестерс), Джон Уайли (Уондерерс), Артур Кершем (Ноттс Каунти), Генри Уэйс (Уондерерс), Билли Мосфорт (Уэнсдей), Хьюберт Херон (Уондерерс) |                                                                         |               |                             | |

### 1879 (матчи № 8—9)
| 18 января 1879 Товарищеский матч | Англия                   | 2:1           | Уэльс      | Кеннингтон, Лондон, Англия                                                         |
| 15:15 | - Уитфелд 8′ - Сорби 20′ | [ 16 ] [ 17 ] | Дейвис 45′ | Стадион: «Сарри Крикет Граунд» Зрителей: 100 Судья: Сигар Бастард (Лондон, Англия) |
| Примечание: Англия впервые сыграла против Уэльса и впервые провела матч не против сборной Шотландии. Игра прошла в плохую погоду: газон был покрыт несколькими дюймами снега, всю игру шёл мокрый снег, что сказалось на посещаемости: на матч пришли около 100 человек. Вместо двух таймов по 45 минут команды договорились сыграть два тайма по 30 минут. Англия: (2-2-6) Руперт Андерсон (Олд Итонианс), Линдзи Бери (Кембридж Юниверсити), Клод Уилсон (Оксфорд Юниверсити), Норман Бейли (Клэпем Роверс), Уильям Клегг (Шеффилд Альбион), Эдуард Хагарти Парри (Олд Картузианс), Томас Сорби (Терсдей Уондерерс), Артур Кершем (Ноттс Каунти), Генри Уэйс (Уондерерс), Херберт Уитфелд (Олд Итонианс), Билли Мосфорт (Шеффилд Альбион) |                          |               |            |                                                                                    |

| 5 апреля 1879 Товарищеский матч | Англия                                                            | 5:4           | Шотландия                                           | Кеннингтон, Лондон, Англия                                                                             |
| 16:00 | - Мосфорт 9′ - Бэмбридж 48′ 83′ - Гудьер 60′ - Парлейн 75′ (авт.) | [ 18 ] [ 19 ] | - Маккиннон 25′ 41′ - Джон Макдугалл 30′ - Смит 35′ | Стадион: «Сарри Крикет Граунд» Зрителей: от 3 до 5 тысяч Судья: Чарльз Вулластон («Уондерерс», Англия) |
| Примечание: Зрители увидели девять голов, хотя ещё два гола не было засчитано из-за положения «вне игры» (один — в первом тайме, забитый англичанами, второй — при счёте 4:4, забитый шотландцами). Англия: (2-2-6) Редж Беркетт (Клэпем Роверс), Эдуард Кристиан (Олд Итонианс), Харолд Морс (Ноттс Каунти), Джеймс Принсеп (Клэпем Роверс), Норман Бейли (Клэпем Роверс), Арнолд Хиллз (Олд Харровианс), Артур Гудьер (Ноттингем Форест), Генри Уэйс (Уондерерс), Фрэнсис Спаркс (Хартфордшир Рейнджерс), Чарльз Бэмбридж (Свифтс), Билли Мосфорт (Шеффилд Альбион) |                                                                   |               |                                                     | |

## 1880-е годы

### 1880 (матчи № 10—11)
| 13 марта 1880 Товарищеский матч | Шотландия                             | 5:4           | Англия                                       | Глазго, Шотландия                                                                           |
| 15:30 | - Кер 5′ 44′ 48′ - Бэрд 41′ - Кей 70′ | [ 20 ] [ 21 ] | - Мосфорт 6′ - Бэмбридж 42′ 88′ - Спаркс 85′ | Стадион: «Хэмпден Парк» Зрителей: от 9 до 20 тысяч Судья: Доналд Хэмилтон (Бьют, Шотландия) |
| Примечание: Число зрителей на стадионе точно не известно: разные отчёты говорят о 9000, «более чем 12 000», «более 15 000», «не менее 15 000», «от 15 до 16 тысяч», 20 000 зрителей. Шотландец Джордж Кер сделал хет-трик в этой игре. Минуты забитых голов в разных отчётах отличаются. Англия: (2-2-6) Гарри Суэпстон (Пилигримс), Эдвин Лантли (Ноттингем Форест), Уильям Бриндл (Дарвен), Норман Бейли (Клэпем Роверс), Джек Хантер (Хили), Сигар Бастард (Аптон Парк), Чарльз Вулластон (Уондерерс), Фрэнсис Спаркс (Клэпем Роверс), Сэм Уиддоусон (Ноттингем Форест), Чарльз Бэмбридж (Свифтс), Билли Мосфорт (Шеффилд Альбион) |                                       |               |                                              |                                                                                             |

| 15 марта 1880 Товарищеский матч | Уэльс                              | 2:3           | Англия                                | Рексем, Уэльс                                                                            |
| 15:20 | - У. Робертс 80′ - Дж. Робертс 89′ | [ 22 ] [ 23 ] | - Хибботт 32′ (авт.) - Спаркс 56′ 68′ | Стадион: «Рейскорс Граунд» Зрителей: 3000 Судья: Роберт Эрнест Литго (Беркенхед, Англия) |
| Примечание: Защитник англичан Уильям Бриндл покинул поле в середине второго тайма из-за травмы спины, и Англия доигрывала игру вдесятером (после чего валлийцы забили свои голы). В этой игре Англия одержала свою первую победу на выезде. Минуты и авторы забитых голов в разных отчётах отличаются. Англия: (2-2-6) Джон Сэндс (Ноттингем Форест), Эдвин Лантли (Ноттингем Форест), Уильям Бриндл (Дарвен), Джек Хантер (Хили), Фред Харгривз (Блэкберн Роверс), Томас Маршалл (Дарвен), Гарри Кершем (Ноттс Каунти), Фрэнсис Спаркс (Клэпем Роверс), Клемент Митчелл (Аптон Парк), Эдуард Джонсон (Сток), Билли Мосфорт (Шеффилд Альбион) |                                    |               |                                       |                                                                                          |

### 1881 (матчи № 12—13)
| 26 февраля 1881 Товарищеский матч | Англия | 0:1           | Уэльс   | Блэкберн, Англия                                                                             |
| 15:00 |        | [ 25 ] [ 26 ] | Вон 54′ | Стадион: «Александра Медоуз» Зрителей: от 3 до 4 тысяч Судья: Сигар Бастард (Лондон, Англия) |
| Примечание: Данные о посещаемости, а также о минуте забитого гола в разных отчётах отличаются. В одном из газетных репортажей сказано: «Плохая погода… земля покрыта снегом и слякотью… обстоятельство, которое, по мнению англичан, помогло валлийцам одержать неожиданную победу». Англия: Джон Хотри (Олд Итонианс), Алф Харви (Уэнсдей Строллерс), Артур Бэмбридж (Свифтс), Джек Хантер (Хили), Фред Харгривз (Блэкберн Роверс), Томас Маршалл (Дарвен), Терстон Рострон (Дарвен), Джеймс Браун (Блэкберн Роверс), Джордж Тейт (Бирмингем Икселсиор), Джон Харгривз (Блэкберн Роверс), Билли Мосфорт (Уэнсдей) |        |               |         |                                                                                              |

| 12 марта 1881 Товарищеский матч | Англия       | 1:6           | Шотландия                                                 | Кеннингтон, Лондон, Англия                                                                                    |
| 15:15 | Бэмбридж 64′ | [ 27 ] [ 28 ] | - Смит 10′ 79′ - Хилл 55′ - Кер 67′ 89′ - Филд 74′ (авт.) | Стадион: «Сарри Крикет Граунд» Зрителей: от 4 до 8 тысяч Судья: майор Фрэнсис Артур Мариндин (Уэймут, Англия) |
| Примечание: Данные о посещаемости, а также о минутах забитых голов в разных отчётах отличаются. Шотландцы забили 6 голов, ещё три их гола были отменены из-за положения «вне игры». Англичане впервые проиграли два матча в календарном году. Гол Бэмбриджа был 25-м мячом, забитым игроками сборной Англии, тогда как шотландцы забили 57 голов с момента первого официального матча между сборными. Англия: (2-2-6) Джон Хотри (Олд Итонианс), Эдгар Филд (Клэпем Роверс), Клод Уилсон (Оксфорд Юниверсити), Джек Хантер (Хили), Норман Бейли (Клэпем Роверс), Джордж Холден (Уэнзбери Олд Атлетик), Терстон Рострон (Дарвен), Реджиналд Маколи (Кембридж Юниверсити), Клемент Митчелл (Аптон Парк), Чарльз Бэмбридж (Свифтс), Джон Харгривз (Блэкберн Роверс) |              |               |                                                           | |

### 1882 (матчи № 14—16)
| 18 февраля 1882 Товарищеский матч | Ирландия | 0:13          | Англия                                                          | Белфаст, Ирландия                                                                 |
| 14:45 |          | [ 30 ] [ 31 ] | - Вотон 3′ - Дж. Браун 8′ - А. Браун 15′ - Бэмбридж - Г. Кершем | Стадион: «Нок Граунд» Зрителей: 2500 Судья: Роберт М. Кеннеди (Белфаст, Ирландия) |
| Примечание: Первая игра Англии против Ирландии. Матч прошёл в Белфасте в «очень холодную погоду», местами с ветром, ливнем и градом. В этой игре сборная Англии одержала самую крупную победу в своей истории, разгромив ирландцев со счётом 13:0. В матче было забито два хет-трика, их авторами стали Говард Вотон (забивший пять голов) и Артур Браун (забивший четыре гола). Данные о минутах большинства забитых голов отсутствуют. Англия: (2-2-6) Джон Ролинсон (Кембридж Юниверсити), Алфред Добсон (Ноттс Каунти), Доктор Гринвуд (Блэкберн Роверс), Фред Харгривз (Блэкберн Роверс), Роберт Кинг (Оксфорд Юниверсити), Чарльз Бэмбридж (Свифтс), Хорас Барнет (Ройал Энджинирс), Артур Браун (Астон Вилла), Джеймс Браун (Блэкберн Роверс), Говард Вотон (Астон Вилла), Гарри Кершем (Ноттс Каунти) |          |               |                                                                 |                                                                                   |

| 11 марта 1882 Товарищеский матч | Шотландия                                              | 5:1           | Англия    | Глазго, Шотландия                                                            |
| 15:30 | - Харроуэр 15′ - Кер 43′ 70′ - Макферсон 46′ - Кей 85′ | [ 32 ] [ 33 ] | Вотон 35′ | Стадион: «Хэмпден Парк» Зрителей: 15 000 Судья: Джон Уоллес (Бит, Шотландия) |
| Примечание: Шотландский нападающий Кер (иногда его фамилия передавалась как «Керр») сделал «дубль», а всего он забил в матчах против сборной Англии семь голов. Данные о посещаемости, а также о минутах забитых голов в разных отчётах отличаются. Англия: (2-2-6) Гарри Суэпстон (Пилигримс), Доктор Гринвуд (Блэкберн Роверс), Алфред Джонс (Уолсолл Свифтс), Норман Бейли (Клэпем Роверс), Джек Хантер (Хили), Гарри Кершем (Ноттс Каунти), Эдуард Хагарти Парри (Олд Картузианс), Говард Вотон (Астон Вилла), Артур Браун (Астон Вилла), Чарльз Бэмбридж (Свифтс), Билли Мосфорт (Уэнсдей) |                                                        |               |           |                                                                              |

| 13 марта 1882 Товарищеский матч | Уэльс                                                    | 5:3           | Англия                                 | Рексем, Уэльс                                                                      |
| 15:05 | - Оуэн 43′ 87′ - Морган 50′ - Джонс 68′ (авт.) - Вон 89′ | [ 34 ] [ 35 ] | - Мосфорт 25′ - Парри 37′ - Кершем 48′ | Стадион: «Рейскорс Граунд» Зрителей: 5000 Судья: Джон Робертс (Ллантисилио, Уэльс) |
| Примечание: На 3-й минуте хавбек англичан Чарльз Бэмбридж получил вывих плеча во время столкновения с соперником, и вынужден был покинуть поле. Замены на тот момент не допускались правилами, поэтому почти всю игру англичане провели вдесятером. К перереву Англия вела в счёте (2:1), но во втором тайме пропустила четыре мяча (один из которых был автоголом), а забила только один. Валлийцы одержали свою первую победу над англичанами. Данные о посещаемости, а также о минутах забитых голов в разных отчётах отличаются. Англия: (2-2-6) Гарри Суэпстон (Пилигримс), Джек Хантер (Хили), Алфред Джонс (Уолсолл Свифтс), Норман Бейли (Клэпем Роверс), Чарльз Бэмбридж (Свифтс), Эдуард Хагарти Парри (Олд Картузианс), Гарри Кершем (Ноттс Каунти), Персивал Парр (Оксфорд Юниверсити), Артур Браун (Астон Вилла), Говард Вотон (Астон Вилла), Билли Мосфорт (Уэнсдей) |                                                          |               |                                        |                                                                                    |

### 1883 (матчи № 17—19)
| 3 февраля 1883 Товарищеский матч | Англия                                                  | 5:0           | Уэльс | Кеннингтон, Лондон, Англия                                                             |
| 15:05 | - Митчелл 17′ 70′ 86′ - Ч. Бэмбридж 43′ - А. Кершем 65′ | [ 36 ] [ 37 ] |       | Стадион: «Сарри Крикет Граунд» Зрителей: 2000 Судья: Доналд Хэмилтон (Бьют, Шотландия) |
| Примечание: В матче сборной Англии впервые сыграли две пары братьев (Артур и Гарри Кершемы и Артур и Чарльз Бэмбриджи). Данные о посещаемости, а также о минутах забитых голов в разных отчётах отличаются. Англия: (2-2-6) Гарри Суэпстон (Пилигримс), Перси де Паравичини (Кембридж Юниверсити), Брюс Расселл (Ройал Энджинирс), Норман Бейли (Клэпем Роверс), Стюарт Макрей (Ноттс Каунти), Артур Кершем (Ноттс Каунти), Артур Бэмбридж (Свифтс), Клемент Митчелл (Аптон Парк), Гарри Гудхарт (Олд Итонианс), Гарри Кершем (Ноттс Каунти), Чарльз Бэмбридж (Свифтс) |                                                         |               |       |                                                                                        |

| 24 февраля 1883 Товарищеский матч | Англия                                                         | 7:0           | Ирландия | Ливерпуль, Англия                                                                |
| 15:10 | - Уэйтли 15′ 46′ - Кобболд 17′ 19′ - Данн 44′ 80′ - Поусон 88′ | [ 38 ] [ 39 ] |          | Стадион: «Эгберт Крикет Граунд» Зрителей: 3000 Судья: Джон Макдауалл (Шотландия) |
| Примечание: Данные о посещаемости, а также о минутах забитых голов в разных отчётах отличаются. Англия: (2-2-6) Гарри Суэпстон (Пилигримс), Перси де Паравичини (Кембридж Юниверсити), Гарри Мур (Ноттс Каунти), Стюарт Макрей (Ноттс Каунти), Джек Хадсон (Уэнсдей), Гарри Кершем (Ноттс Каунти), Невилл Кобболд (Кембридж Юниверсити), Гарри Гудхарт (Олд Итонианс), Артур Данн (Кембридж Юниверсити), Оливер Уэйтли (Астон Вилла), Фрэнсис Поусон (Кембридж Юниверсити) |                                                                |               |          |                                                                                  |

| 10 марта 1883 Товарищеский матч | Англия                      | 2:3           | Шотландия                    | Шеффилд, Англия                                                                            |
| 15:34 | - Митчелл 24′ - Кобболд 44′ | [ 40 ] [ 41 ] | - Смит 22′ 39′ - Фрейзер 86′ | Стадион: «Брэмолл Лейн» Зрителей: от 7 до 10 тысяч Судья: Джон Синклер (Белфаст, Ирландия) |
| Примечание: В одном из отчётов утверждается: «снег с газона был сметён перед матчем, но стоял сильный мороз, и поле, хотя и немного оттаявшее на солнце, было очень опасным». При этом игра «на твёрдом и скользком грунте» была «очень быстрой». Данные о посещаемости, а также о минутах забитых голов и авторе третьего гола шотландцев в разных отчётах отличаются. Англия: (2-2-6) Гарри Суэпстон (Пилигримс), Перси де Паравичини (Кембридж Юниверсити), Алфред Джонс (Грейт Ливер), Норман Бейли (Клэпем Роверс), Стюарт Макрей (Ноттс Каунти), Оливер Уэйтли (Астон Вилла), Артур Кершем (Ноттс Каунти), Клемент Митчелл (Аптон Парк), Гарри Гудхарт (Олд Итонианс), Невилл Кобболд (Кембридж Юниверсити), Гарри Кершем (Ноттс Каунти) |                             |               |                              |                                                                                            |

### 1884 (матчи № 20—22)
| 23 февраля 1884 Домашний чемпионат 1884 | Ирландия  | 1:8           | Англия                                      | Белфаст, Ирландия                                                                |
| 15:00 | Макуа 88′ | [ 43 ] [ 44 ] | - Джонсон 15′ - Г. Кершем 75′ - Ч. Бэмбридж | Стадион: «Баллинафей Парк» Зрителей: 3000 Судья: Томас Лори (Горбалс, Шотландия) |
| Примечание: Гарри Кершем сделал в матче хет-трик. Вероятно, ещё один хет-трик сделал Чарли Бэмбридж, покинувший поле на 75-й минуте из-за травмы (по другой версии, Чарли Бэмбридж сделал «дубль», а один из голов забил Артур Бэмбридж). Норман Бейли стал первым игроком в истории сборной Англии, сыгравшим за неё 10 матчей. Данные о минутах большинства забитых голов отсутствуют. Англия: (2-2-6) Уильям Роуз (Свифтс), Алфред Добсон (Ноттс Каунти), Джоу Беверли (Блэкберн Роверс), Норман Бейли (Клэпем Роверс), Стюарт Макрей (Ноттс Каунти), Джордж Холден (Уэнзбери Олд Атлетик), Артур Бэмбридж (Свифтс), Эдуард Джонсон (Сток), Артур Данн (Кембридж Юниверсити), Чарльз Бэмбридж (Свифтс), Гарри Кершем (Ноттс Каунти) |           |               |                                             |                                                                                  |

| 15 марта 1884 Домашний чемпионат 1884 | Шотландия | 1:0           | Англия | Глазго, Шотландия                                                                          |
| 15:30 | Смит 6′   | [ 47 ] [ 48 ] |        | Стадион: «Кэткин Парк» Зрителей: от 10 до 20 тысяч Судья: Джон Синклер (Белфаст, Ирландия) |
| Примечание: Шотландия одержала свою 11-ю победу подряд, не проиграв ни одного матча с апреля 1879 года. В обзорах отмечается слабая игра английских нападающих (за исключением Ганна и Бэмбриджа), но хорошая, «почти безупречная» игра английских защитников. Данные о посещаемости, а также о минуте забитого гола в разных отчётах отличаются. Англия: (2-3-5) Уильям Роуз (Свифтс), Алфред Добсон (Ноттс Каунти), Джоу Беверли (Блэкберн Роверс), Норман Бейли (Клэпем Роверс), Стюарт Макрей (Ноттс Каунти), Чарльз Пламптон Уилсон (Хендон), Уильям Бромли-Дэвенпорт (Оксфорд Юниверсити), Уильям Ганн (Ноттс Каунти), Чарльз Бэмбридж (Свифтс), Говард Вотон (Астон Вилла), Джордж Холден (Уэнзбери Олд Атлетик) |           |               |        |                                                                                            |

| 17 марта 1884 Домашний чемпионат 1884 | Уэльс | 0:4           | Англия                                           | Рексем, Уэльс                                                                              |
| 15:03 |       | [ 49 ] [ 50 ] | - Бромли-Дэвенпорт 7′ 85′ - Бейли 75′ - Ганн 90′ | Стадион: «Рейскорс Граунд» Зрителей: от 3 до 6 тысяч Судья: Сидни Бродфут (Лит, Шотландия) |
| Примечание: Данные о посещаемости в разных отчётах отличаются (3000, 4000, 6000). Англия: (2-3-5) Уильям Роуз (Свифтс), Алфред Добсон (Ноттс Каунти), Джоу Беверли (Блэкберн Роверс), Норман Бейли (Клэпем Роверс), Джимми Форрест (Блэкберн Роверс), Чарльз Пламптон Уилсон (Хендон), Джордж Холден (Уэнзбери Олд Атлетик), Говард Вотон (Астон Вилла), Уильям Бромли-Дэвенпорт (Оксфорд Юниверсити), Уильям Ганн (Ноттс Каунти), Чарльз Бэмбридж (Свифтс) |       |               |                                                  |                                                                                            |

### 1885 (матчи № 23—25)
| 28 февраля 1885 Домашний чемпионат 1885 | Англия                                                | 4:0           | Ирландия | Манчестер, Англия                                                                         |
| 15:25 | - Бэмбридж 44′ - Браун - Спилзбери 75′ - Лофтхаус 77′ | [ 52 ] [ 53 ] |          | Стадион: «Уолли Рейндж» Зрителей: 6000 Судья: Томас Лори или Джеймс Маккиллоп (Шотландия) |
| Примечание: Данные о посещаемости, судье, а также о минутах забитых голов и авторе одного из голов англичан в разных отчётах отличаются. Англия: (2-2-6) Херби Артур (Блэкберн Роверс), Перси Уолтерс (Олд Картузианс), Артур Уолтерс (Олд Картузианс), Норман Бейли (Клэпем Роверс), Джимми Форрест (Блэкберн Роверс), Джо Лофтхаус (Блэкберн Роверс), Бенджамин Спилзбери (Кембридж Юниверсити), Фрэнсис Поусон (Свифтс), Джеймс Браун (Блэкберн Роверс), Невилл Кобболд (Олд Картузианс), Чарльз Бэмбридж (Свифтс) |                                                       |               |          |                                                                                           |

| 14 марта 1885 Домашний чемпионат 1885 | Англия      | 1:1           | Уэльс    | Блэкберн, Англия                                                                                     |
| 15:30 | Митчелл 35′ | [ 54 ] [ 55 ] | Луис 37′ | Стадион: «Лемингтон Роуд» Зрителей: от 5 до 7,5 тысяч Судья: Александер Стюарт (Эдинбург, Шотландия) |
| Примечание: Данные о посещаемости, а также об авторе гола валлийцев в разных отчётах отличаются. Англия: (2-2-6) Херби Артур (Блэкберн Роверс), Гарри Мур (Ноттс Каунти), Джимми Уорд (Блэкберн Олимпик), Норман Бейли (Клэпем Роверс), Джимми Форрест (Блэкберн Роверс), Джо Лофтхаус (Блэкберн Роверс), Кенни Дэвенпорт (Болтон Уондерерс), Клемент Митчелл (Аптон Парк), Джеймс Браун (Блэкберн Роверс), Джон Диксон (Ноттс Каунти), Чарльз Бэмбридж (Свифтс) |             |               |          | |

| 21 марта 1885 Домашний чемпионат 1885 | Англия       | 1:1           | Шотландия  | Кеннингтон, Лондон, Англия                                                                        |
| 15:30 | Бэмбридж 57′ | [ 57 ] [ 58 ] | Линдзи 20′ | Стадион: «Сарри Крикет Граунд» Зрителей: от 8 до 12 тысяч Судья: Джон Синклер (Белфаст, Ирландия) |
| Примечание: Данные о времени начала матча и посещаемости в разных отчётах отличаются. Англия: (2-3-5) Херби Артур (Блэкберн Роверс), Перси Уолтерс (Олд Картузианс), Артур Уолтерс (Олд Картузианс), Норман Бейли (Клэпем Роверс), Джимми Форрест (Блэкберн Роверс), Эндрю Эймос (Олд Картузианс), Джо Лофтхаус (Блэкберн Роверс), Томас Дэнкс (Ноттингем Форест), Джеймс Браун (Блэкберн Роверс), Невилл Кобболд (Олд Картузианс), Чарльз Бэмбридж (Свифтс) |              |               |            |                                                                                                   |

### 1886 (матчи № 26—28)
| 13 марта 1886 Домашний чемпионат 1886 | Ирландия    | 1:6           | Англия                          | Белфаст, Ирландия                                                                        |
| 15:45 | Уильямс 15′ | [ 59 ] [ 60 ] | - Спилзбери - Дьюхерст - Линдли | Стадион: «Баллинафей Парк» Зрителей: от 4 до 5 тысяч Судья: Джеймс Маккиллоп (Шотландия) |
| Примечание: Игроки «Блэкберн Роверс» и «Свитфс» (включая Джимми Форреста и братьев Бэмбридж) не сыграли в этом матче, так как их клубы в этот день встречались в рамках полуфинала Кубка Англии. Данные о минутах забитых англичанами голов отсутствуют. Англия: (2-3-5) Уильям Роуз (Престон Норт Энд), Перси Уолтерс (Олд Картузианс), Дики Бо (Стаффорд Роуд Рейлуэй Уоркс), Джордж Шатт (Сток), Ралф Скуайр (Кембридж Юниверсити), Чарльз Добсон (Ноттс Каунти), Тедди Лейтон (Коринтиан), Фред Дьюхерст (Престон Норт Энд), Тинзли Линдли (Ноттингем Форест), Бенджамин Спилзбери (Кембридж Юниверсити), Телуэлл Пайк (Коринтиан) |             |               |                                 |                                                                                          |

| 27 марта 1886 Домашний чемпионат 1886 | Шотландия     | 1:1           | Англия     | Глазго, Шотландия                                                                   |
| 15:30 | Сомервилл 80′ | [ 61 ] [ 62 ] | Линдли 35′ | Стадион: «Кэткин Парк» Зрителей: от 10 до 12 тысяч Судья: Александер Хантер (Уэльс) |
| Примечание: Матч был под угрозой срыва из-за нежелания шотландцев, бывших любителями, играть против англичан, в числе которых был профессиональный футболист Джеймс Форрест, получавший зарплату в размере 1 фунта в неделю. После того, игрок согласился не получать зарплату от «Блэкберн Роверс» за одну неделю, шотландцы сняли свои претензии. Англия: (2-3-5) Херби Артур (Блэкберн Роверс), Перси Уолтерс (Олд Картузианс), Артур Уолтерс (Олд Картузианс), Норман Бейли (Клэпем Роверс), Джимми Форрест (Блэкберн Роверс), Ралф Скуайр (Кембридж Юниверсити), Бенджамин Спилзбери (Кембридж Юниверсити), Джордж Бранн (Свифтс), Тинзли Линдли (Ноттингем Форест), Невилл Кобболд (Олд Картузианс), Чарльз Бэмбридж (Свифтс) |               |               |            |                                                                                     |

| 29 марта 1886 Домашний чемпионат 1886 | Уэльс    | 1:3           | Англия                             | Рексем, Уэльс                                                           |
| 15:00 | Луис 42′ | [ 63 ] [ 64 ] | - Бранн - Дьюхерст 70′ - Эймос 74′ | Стадион: «Рейскорс Граунд» Зрителей: 3000 Судья: Томас Лори (Шотландия) |
| Примечание: Данные о времени начала матча и минутах забитых англичанами голов в разных отчётах отличаются. Англия: (2-3-5) Херби Артур (Блэкберн Роверс), Ралф Скуайр (Кембридж Юниверсити), Перси Уолтерс (Олд Картузианс), Эндрю Эймос (Олд Картузианс), Джимми Форрест (Блэкберн Роверс), Норман Бейли (Клэпем Роверс), Фред Дьюхерст (Престон Норт Энд), Джордж Бранн (Свифтс), Тинзли Линдли (Ноттингем Форест), Невилл Кобболд (Олд Картузианс), Чарльз Бэмбридж (Свифтс) |          |               |                                    |                                                                         |

### 1887 (матчи № 29—31)
| 5 февраля 1887 Домашний чемпионат 1887 | Англия                                                   | 7:0           | Ирландия | Шеффилд, Англия                                                                    |
| 14:55 | - Дьюхерст 3′ 87′ - Кобболд 23′ 46′ - Линдли 24′ 43′ 47′ | [ 65 ] [ 66 ] |          | Стадион: «Брэмолл Лейн» Зрителей: от 5 до 7 тысяч Судья: Александер Хантер (Уэльс) |
| Примечание: Данные о времени начала матча, а также о минутах забитых голов в разных отчётах отличаются. Англия: (2-3-5) Херби Артур (Блэкберн Роверс), Боб Хауарт (Престон Норт Энд), Чарли Мейсон (Вулверхэмптон Уондерерс), Джордж Хауорт (Аккрингтон), Тедди Брейшо (Уэнсдей), Джимми Форрест (Блэкберн Роверс), Джимми Сейер (Сток), Фред Дьюхерст (Престон Норт Энд), Тинзли Линдли (Ноттингем Форест), Невилл Кобболд (Олд Картузианс), Чарльз Бэмбридж (Свифтс) |                                                          |               |          |                                                                                    |

| 26 февраля 1887 Домашний чемпионат 1887 | Англия                                             | 4:0           | Уэльс | Кеннингтон, Лондон, Англия                                                                       |
| 15:10 | - Пауэлл 14′ (авт.) - Линдли 55′ 80′ - Кобболд 75′ | [ 68 ] [ 69 ] |       | Стадион: «Сарри Крикет Граунд» Зрителей: от 4 до 6 тысяч Судья: Томас Девлин (Айршир, Шотландия) |
| Примечание: Данные о времени начала матча, посещаемости, а также об авторе первого и последнего голов в разных отчётах отличаются. Англия: (2-3-5) Херби Артур (Блэкберн Роверс), Перси Уолтерс (Олд Картузианс), Артур Уолтерс (Олд Картузианс), Джордж Хауорт (Аккрингтон), Норман Бейли (Клэпем Роверс), Джимми Форрест (Блэкберн Роверс), Джо Лофтхаус (Блэкберн Роверс), Фред Дьюхерст (Престон Норт Энд), Тинзли Линдли (Ноттингем Форест), Невилл Кобболд (Олд Картузианс), Чарльз Бэмбридж (Свифтс) |                                                    |               |       |                                                                                                  |

| 19 марта 1887 Домашний чемпионат 1887 | Англия                      | 2:3           | Шотландия                           | Блэкберн, Англия                                                                   |
| 15:30 | - Линдли 32′ - Дьюхерст 51′ | [ 70 ] [ 71 ] | - Макколл 30′ - Кир 50′ - Аллан 53′ | Стадион: «Лемингтон Роуд» Зрителей: 12 000 Судья: Джон Синклер (Белфаст, Ирландия) |
| Примечание: Впервые в истории сборной Англии все десять полевых игроков вышли на поле в двух матчах подряд (сменился только вратарь). Данные о минутах забитых голов в разных отчётах отличаются. Второй гол шотландцев был забит Литчем Киром со штрафного, назначенного за игру рукой. Англия: (2-3-5) Боб Робертс (Вест Бромвич Альбион), Перси Уолтерс (Олд Картузианс), Артур Уолтерс (Олд Картузианс), Джордж Хауорт (Аккрингтон), Норман Бейли (Клэпем Роверс), Джимми Форрест (Блэкберн Роверс), Джо Лофтхаус (Блэкберн Роверс), Фред Дьюхерст (Престон Норт Энд), Тинзли Линдли (Ноттингем Форест), Невилл Кобболд (Олд Картузианс), Чарльз Бэмбридж (Свифтс) |                             |               |                                     |                                                                                    |

### 1888 (матчи № 32—34)
| 4 февраля 1888 Домашний чемпионат 1888 | Уэльс     | 1:5           | Англия                                            | Кру, Англия                                                                               |
| 15:00 | Даути 17′ | [ 72 ] [ 73 ] | - Дьюхерст 16′ 70′ 90′ - Вудхолл 76′ - Линдли 85′ | Стадион: «Нантуич Роуд» Зрителей: от 5 до 8 тысяч Судья: Джон Синклер (Белфаст, Ирландия) |
| Примечание: Матч должен был пройти на «Рейскорс Граунд» в Рексеме, но по неизвестным причинам был перенесён в Англию, хотя формально считается «домашней игрой» Уэльса. Данные о минутах забитых голов и авторе последнего гола (Дьюхерст или Гудолл) в разных отчётах отличаются. Англия: (2-3-5) Билли Мун (Олд Вестминстерс), Боб Хауарт (Престон Норт Энд), Чарли Мейсон (Вулверхэмптон Уондерерс), Фрэнк Сондерс (Свифтс), Гарри Аллен (Вулверхэмптон Уондерерс), Сесил Холден-Уайт (Коринтиан), Джордж Вудхолл (Вест Бромвич Альбион), Джон Гудолл (Престон Норт Энд), Тинзли Линдли (Ноттингем Форест), Фред Дьюхерст (Престон Норт Энд), Деннис Ходжеттс (Астон Вилла) |           |               |                                                   |                                                                                           |

| 17 марта 1888 Домашний чемпионат 1888 | Шотландия | 0:5           | Англия                                                      | Глазго, Шотландия                                                                          |
| 15:42 |           | [ 75 ] [ 76 ] | - Хауорт 32′ - Ходжеттс 31′ - Дьюхерст 40′ 49′ - Гудолл 43′ | Стадион: «Кэткин Парк» Зрителей: от 10 до 20 тысяч Судья: Джон Синклер (Белфаст, Ирландия) |
| Примечание: Данные о посещаемости, а также автор первого гола и минута второго забитого гола в разных отчётах отличаются. Англия одержала первую выездную победу над Шотландией. После игры кэб с репортёром наехал на жителя Глазго, который вскоре скончался в больнице. Англия: (2-3-5) Билли Мун (Олд Вестминстерс), Перси Уолтерс (Олд Картузианс), Боб Хауарт (Престон Норт Энд), Джордж Хауорт (Аккрингтон), Гарри Аллен (Вулверхэмптон Уондерерс), Сесил Холден-Уайт (Коринтиан), Джордж Вудхолл (Вест Бромвич Альбион), Джон Гудолл (Престон Норт Энд), Тинзли Линдли (Ноттингем Форест), Фред Дьюхерст (Престон Норт Энд), Деннис Ходжеттс (Астон Вилла) |           |               |                                                             |                                                                                            |

| 7 апреля 1888 Домашний чемпионат 1888 | Ирландия  | 1:5           | Англия                                             | Белфаст, Ирландия                                                                        |
| 16:00 | Кроун 32′ | [ 78 ] [ 79 ] | - Дьюхерст 10′ - А. Аллен 14′ 39′ 60′ - Линдли 75′ | Стадион: «Баллинафей Парк» Зрителей: от 7 до 8 тысяч Судья: Джеймс Маккиллоп (Шотландия) |
| Примечание: Данные о времени начала матча, посещаемости, а также об авторе первого гола и минуте второго гола в разных отчётах отличаются. Англия: (2-3-5) Боб Робертс (Вест Бромвич Альбион), Алберт Олдридж (Вест Бромвич Альбион), Перси Уолтерс (Олд Картузианс), Боб Холмс (Престон Норт Энд), Гарри Аллен (Вулверхэмптон Уондерерс), Чарли Шелтон (Ноттс Рейнджерс), Билли Бассетт (Вест Бромвич Альбион), Фред Дьюхерст (Престон Норт Энд), Тинзли Линдли (Ноттингем Форест), Алберт Аллен (Астон Вилла), Деннис Ходжеттс (Астон Вилла) |           |               |                                                    |                                                                                          |

### 1889 (матчи № 35—37)
| 23 февраля 1889 Домашний чемпионат 1889 | Англия                                           | 4:1           | Уэльс    | Сток-он-Трент, Англия                                                                  |
| 15:30 | - Гудолл 17′ - Бассетт 57′ - Дьюхерст - Саутворт | [ 80 ] [ 81 ] | Оуэн 15′ | Стадион: «Виктория Граунд» Зрителей: от 5 до 10 тысяч Судья: Джон Кэмпбелл (Шотландия) |
| Примечание: Данные о посещаемости, а также о минутах забитых голов в разных отчётах отличаются либо отсутствуют. Англия: (2-3-5) Билли Мун (Олд Вестминстерс), Перси Уолтерс (Олд Картузианс), Артур Уолтерс (Олд Картузианс), Алберт Флетчер (Вулверхэмптон Уондерерс), Артур Лаудер (Вулверхэмптон Уондерерс), Билли Беттс (Уэнсдей), Билли Бассетт (Вест Бромвич Альбион), Джон Гудолл (Престон Норт Энд), Джек Саутворт (Блэкберн Роверс), Фред Дьюхерст (Престон Норт Энд), Уильям Таунли (Блэкберн Роверс) |                                                  |               |          |                                                                                        |

| 2 марта 1889 Домашний чемпионат 1889 | Англия                                    | 6:1           | Ирландия   | Ливерпуль, Англия                                                                     |
| 15:35 | - Уир 17′ - Йейтс 22′ - Лофтхаус - Броуди | [ 83 ] [ 84 ] | Уилтон 10′ | Стадион: «Энфилд» Зрителей: от 5 до 6 тысяч Судья: Алфред Оуэн Дейвис (Бармут, Уэльс) |
| Примечание: Данные о посещаемости, авторе первого гола англичан в разных отчётах отличаются, данные о минутах большинства забитых голов неизвестны. Англия: (2-3-5) Билл Роули (Сток), Томми Клэр (Сток), Алберт Олдридж (Вест Бромвич Альбион), Чарльз Рефорд-Браун (Олд Картузианс), Дейви Уир (Болтон Уондерерс), Алфред Шелтон (Ноттс Каунти), Джо Лофтхаус (Аккрингтон), Фрэнк Бертон (Ноттингем Форест), Джон Броуди (Вулверхэмптон Уондерерс), Гарри Дафт (Ноттс Каунти), Джек Йейтс (Бернли) |                                           |               |            |                                                                                       |

| 13 апреля 1889 Домашний чемпионат 1889 | Англия          | 2:3           | Шотландия                                     | Кеннингтон, Лондон, Англия                                                                        |
| 15:00 | Бассетт 15′ 17′ | [ 86 ] [ 87 ] | - Манро 60′ - Аллен 82′ (авт.) - Макларен 90′ | Стадион: «Сарри Крикет Граунд» Зрителей: от 8 до 12 тысяч Судья: Джон Синклер (Белфаст, Ирландия) |
| Примечание: Данные о посещаемости, авторах двух голов и минутах забитых голов в разных отчётах отличаются. Англия: 2-3-5) Билли Мун (Олд Вестминстерс), Перси Уолтерс (Олд Картузианс), Артур Уолтерс (Олд Картузианс), Хенри Хаммонд (Оксфорд Юниверсити), Гарри Аллен (Вулверхэмптон Уондерерс), Джимми Форрест (Блэкберн Роверс), Билли Бассетт (Вест Бромвич Альбион), Джон Гудолл (Престон Норт Энд), Джон Броуди (Вулверхэмптон Уондерерс), Дейви Уир (Болтон Уондерерс), Тинзли Линдли (Ноттингем Форест) |                 |               |                                               |                                                                                                   |

## 1890-е годы

### 1890 (матчи № 38—40)
| 15 марта 1890 Домашний чемпионат 1890 | Уэльс    | 1:3           | Англия               | Рексем, Уэльс                                                                        |
| 15:45 | Луис 38′ | [ 90 ] [ 91 ] | - Карри 49′ - Линдли | Стадион: «Рейскорс Граунд» Зрителей: от 3 до 5 тысяч Судья: Джеймс Уокер (Шотландия) |
| Примечание: Данные о посещаемости и минутах забитых голов в разных отчётах отличаются либо отсутствуют. Англия: (2-3-5) Билли Мун (Олд Вестминстерс), Перси Уолтерс (Олд Картузианс), Артур Уолтерс (Олд Картузианс), Алберт Флетчер (Вулверхэмптон Уондерерс), Джонни Холт (Эвертон), Алфред Шелтон (Ноттс Каунти), Билли Бассетт (Вест Бромвич Альбион), Эдмунд Карри (Оксфорд Юниверсити), Тинзли Линдли (Ноттингем Форест), Гарри Вуд (Вулверхэмптон Уондерерс), Гарри Дафт (Ноттс Каунти) |          |               |                      |                                                                                      |

| 15 марта 1890 Домашний чемпионат 1890 | Ирландия    | 1:9           | Англия                                                                              | Белфаст, Ирландия                                                                        |
| 15:30 | Ренолдз 70′ | [ 92 ] [ 93 ] | - Гири 15′ 60′ 80′ - Таунли 16′ 84′ - Лофтхаус 40′ - Дэвенпорт 46′ 75′ - Бартон 88′ | Стадион: «Баллинафей Парк» Зрителей: от 3 до 5 тысяч Судья: Джеймс Маккиллоп (Шотландия) |
| Примечание: Данные о посещаемости, авторах и минутах забитых голов в разных отчётах отличаются либо отсутствуют. Фред Гири забил в этой игре от 2 по 5 голов, Нэт Уолтон и Уильям Таунли — от 0 до 3 голов, Джо Лофтхаус и Кенни Дэвенпорт — от 0 до 2 голов. Англия: (2-3-5) Боб Робертс (Вест Бромвич Альбион), Дики Бо (Вулверхэмптон Уондерерс), Чарли Мейсон (Вулверхэмптон Уондерерс), Джон Бартон (Блэкберн Роверс), Чарли Перри (Вест Бромвич Альбион), Джимми Форрест (Блэкберн Роверс), Джо Лофтхаус (Блэкберн Роверс), Кенни Дэвенпорт (Болтон Уондерерс), Фред Гири (Эвертон), Нэт Уолтон (Блэкберн Роверс), Уильям Таунли (Блэкберн Роверс) |             |               |                                                                                     |                                                                                          |

| 5 апреля 1890 Домашний чемпионат 1890 | Шотландия     | 1:1           | Англия  | Глазго, Шотландия                                                              |
| | Макферсон 37′ | [ 94 ] [ 95 ] | Вуд 17′ | Стадион: «Хэмпден Парк» Зрителей: от 28 до 35 тысяч Судья: Джон Рид (Ирландия) |
| Примечание: Данные о посещаемости и минутах забитых голов в разных отчётах отличаются. Англия: (2-3-5) Билли Мун (Олд Вестминстерс), Перси Уолтерс (Олд Картузианс), Артур Уолтерс (Олд Картузианс), Джордж Хауорт (Аккрингтон), Гарри Аллен (Вулверхэмптон Уондерерс), Алфред Шелтон (Ноттс Каунти), Билли Бассетт (Вест Бромвич Альбион), Эдмунд Карри (Оксфорд Юниверсити), Тинзли Линдли (Ноттингем Форест), Гарри Вуд (Вулверхэмптон Уондерерс), Гарри Дафт (Ноттс Каунти) |               |               |         |                                                                                |

### 1891 (матчи № 41—43)
| 7 марта 1891 Домашний чемпионат 1891 | Англия                                                                 | 6:1           | Ирландия     | Вулвергемптон, Англия                                                   |
| 15:30 | - Коттерилл 15′ - Хенфри 16′ - Дафт 44′ - Линдли 60′ 83′ - Бассетт 63′ | [ 97 ] [ 98 ] | Уайтсайд 61′ | Стадион: «Молинью» Зрителей: 15 231 Судья: Ричард Гоф (Озуэстри, Уэльс) |
| Примечание: Данные о посещаемости и минутах забитых голов в разных отчётах отличаются. Англия: (2-3-5) Уильям Роуз (Вулверхэмптон Уондерерс), Джозеф Марсден (Дарвен), Алфред Андервуд (Сток), Джем Бейлисс (Вест Бромвич Альбион), Чарли Перри (Вест Бромвич Альбион), Джон Броуди (Вулверхэмптон Уондерерс), Билли Бассетт (Вест Бромвич Альбион), Джордж Коттерилл (Кембридж Юниверсити), Тинзли Линдли (Ноттингем Форест), Артур Хенфри (Коринтианс), Гарри Дафт (Ноттс Каунти) |                                                                        |               |              |                                                                         |

| 7 марта 1891 Домашний чемпионат 1891 | Англия                                                | 4:1            | Уэльс      | Сандерленд, Англия                                                                                |
| 15:35 | - Гудолл 7′ - Саутворт 30′ - Чадуик 35′ - Милуорд 37′ | [ 99 ] [ 100 ] | Хауэлл 82′ | Стадион: «Ньюкасл Роуд» Зрителей: от 10 до 15 тысяч Судья: Томас Расселл Парк (Глазго, Шотландия) |
| Примечание: На 35-й минуте Джордж Бранн покинул поле из-за травмы, но во втором тайме вернулся в игру. Также во втором тайме травму получил Джек Саутворт, после чего поменялся позициями с Алфредом Милуордом. Данные о посещаемости и минутах забитых голов в разных отчётах отличаются. Англия: (2-3-5) Ленард Уилкинсон (Оксфорд Юниверсити), Том Портеус (Сандерленд), Элфинстон Джексон (Оксфорд Юниверсити), Алберт Смит (Ноттингем Форест), Джонни Холт (Эвертон), Алфред Шелтон (Ноттс Каунти), Джордж Бранн (Свифтс), Джон Гудолл (Престон Норт Энд), Джек Саутворт (Блэкберн Роверс), Эдгар Чадуик (Эвертон), Алфред Милуорд (Эвертон) |                                                       |                |            |                                                                                                   |

| 4 апреля 1891 Домашний чемпионат 1891 | Англия                    | 2:1             | Шотландия | Блэкберн, Англия                                                      |
| 15:35 | - Гудолл 22′ - Чадуик 35′ | [ 101 ] [ 102 ] | Уотт 78′  | Стадион: «Ивуд Парк» Зрителей: 31 000 Судья: Уильям Морроу (Ирландия) |
| Примечание: Данные о посещаемости и минутах забитых голов в разных отчётах отличаются. Англия: (2-3-5) Билли Мун (Олд Вестминстерс), Боб Хауарт (Престон Норт Энд), Боб Холмс (Престон Норт Энд), Алберт Смит (Ноттингем Форест), Джонни Холт (Эвертон), Алфред Шелтон (Ноттс Каунти), Билли Бассетт (Вест Бромвич Альбион), Джон Гудолл (Престон Норт Энд), Фред Гири (Эвертон), Эдгар Чадуик (Эвертон), Алфред Милуорд (Эвертон) |                           |                 |           |                                                                       |

### 1892 (матчи № 44—46)
| 5 марта 1892 Домашний чемпионат 1892 | Уэльс | 0:2             | Англия                        | Рексем, Уэльс                                                                 |
| 15:32 |       | [ 104 ] [ 105 ] | - Хенфри 15′ - Сэндилендс 87′ | Стадион: «Рейскорс Граунд» Зрителей: 6000 Судья: Джеймс Робертсон (Шотландия) |
| Англия: (2-3-5) Джордж Тун (Ноттс Каунти), Артур Данн (Олд Итонианс), Гарри Лилли (Шеффилд Юнайтед), Энтони Хоссак (Коринтиан), Норман Уинкуэрт (Олд Уэстминстерс), Джордж Кинзи (Вулверхэмптон Уондерерс), Роберт Канлифф Гослинг (Олд Итонианс), Джордж Коттерилл (Олд Брайтонианс), Артур Хенфри (Коринтиан), Джо Скоуфилд (Сток), Руперт Сэндилендс (Олд Уэстминстерс) |       |                 |                               |                                                                               |

| 5 марта 1892 Домашний чемпионат 1892 | Ирландия | 0:2             | Англия       | Белфаст, Ирландия                                                                              |
| 15:30 |          | [ 106 ] [ 107 ] | Дафт 44′ 47′ | Стадион: «Солитьюд» Зрителей: от 7 до 8 тысяч Судья: Роберт Ф. Харрисон (Килмарнок, Шотландия) |
| Примечание: На 30-й минуте игрок Ирландии Джек Пиден покинул поле из-за травмы, оставшуюся часть времени ирландцы играли вдесятером. Вратарь Билл Роули сумел отбить пенальти, став первым вратарём сборной Англии, которому удалось это достижение. Данные о времени начала матча, а также о посещаемости в разных отчётах отличаются. Англия: (2-3-5) Билл Роули (Сток), Томми Клэр (Сток), Алфред Андервуд (Сток), Джон Кокс (Дерби Каунти), Джонни Холт (Эвертон), Майкл Уитем (Шеффилд Юнайтед), Чарли Атерсмит (Астон Вилла), Джон Пирсон (Кру Александра), Джек Деви (Астон Вилла), Гарри Дафт (Ноттс Каунти), Деннис Ходжеттс (Астон Вилла) |          |                 |              |                                                                                                |

| 2 апреля 1892 Домашний чемпионат 1892 | Шотландия | 1:4             | Англия                                      | Глазго, Шотландия                                                                |
| 15:30 | Белл 80′  | [ 108 ] [ 109 ] | - Чадуик 1′ - Гудолл 14′ 21′ - Саутворт 16′ | Стадион: «Айброкс Парк» Зрителей: от 20 до 30 тысяч Судья: Джон Смит (Шотландия) |
| Примечание: Данные о посещаемости матча в разных отчётах отличаются. Англия: (2-3-5) Джордж Тун (Ноттс Каунти), Боб Холмс (Престон Норт Энд), Артур Данн (Олд Итонианс), Джек Ренолдз (Вест Бромвич Альбион), Джонни Холт (Эвертон), Алфред Шелтон (Ноттс Каунти), Билли Бассетт (Вест Бромвич Альбион), Джон Гудолл (Дерби Каунти), Джек Саутворт (Блэкберн Роверс), Эдгар Чадуик (Эвертон), Деннис Ходжеттс (Астон Вилла) |           |                 |                                             |                                                                                  |

### 1893 (матчи № 47—49)
| 25 февраля 1893 Домашний чемпионат 1893 | Англия                                                          | 6:1             | Ирландия    | Бирмингем, Англия                                                                                  |
| 15:25 | - Гиллиат 8′ 18′ 30′ - Смит 43′ - Уинкуэрт 60′ - Сэндилендс 75′ | [ 110 ] [ 111 ] | Гаффикин 9′ | Стадион: «Уэллингтон Роуд» Зрителей: от 7 до 10 тысяч Судья: Томас Рассел Парк (Глазго, Шотландия) |
| Примечание: Данные о посещаемости матча, а также о минуте, на которой Гиллиат забил свой второй гол, в разных отчётах отличаются. Англия: (2-3-5) Крис Чарзли (Смолл Хит), Олбан Харрисон (Олд Уэстминстерс), Фред Пелли (Олд Форрестерс), Алберт Смит (Ноттингем Форест), Норман Уинкуэрт (Олд Уэстминстерс), Норман Купер (Кембридж Юниверсити), Роберт Топем (Вулверхэмптон Уондерерс), Гилберт Озуалд Смит (Коринтиан), Джордж Коттерилл (Олд Брайтонианс), Уолтер Гиллиат (Олд Картузианс), Руперт Сэндилендс (Олд Уэстминстерс) |                                                                 |                 |             | |

| 13 марта 1893 Домашний чемпионат 1893 | Англия                                                          | 6:0             | Уэльс | Сток-он-Трент, Англия                                                                  |
| 15:30 | - Спайксли 25′ 30′ 88′ - Бассетт 47′ - Гудолл 49′ - Ренолдз 75′ | [ 112 ] [ 113 ] |       | Стадион: «Виктория Граунд» Зрителей: от 8 до 10 тысяч Судья: Джон Кэмпбелл (Шотландия) |
| Примечание: Данные о посещаемости матча, а также о минуте, на которой Спайксли забил свой второй гол, в разных отчётах отличаются. В отчётах The Times и Sporting Life автором последнего гола указан Скоуфилд, но большинство изданий (включая The Sportsman, The Field, Manchester Guardian, Liverpool Mercury) указывают, что последний гол на 88-й минуте забил Спайксли, сыграв на добивании после того, как вратарь Уэльса Джеймс Трейнер отбил удар Скоуфилда. Англия: (2-3-5) Джон Уилли Сатклифф (Болтон Уондерерс), Томми Клэр (Сток), Боб Холмс (Престон Норт Энд), Джек Ренолдз (Вест Бромвич Альбион), Чарли Перри (Вест Бромвич Альбион), Джимми Тернер (Болтон Уондерерс), Билли Бассетт (Вест Бромвич Альбион), Джимми Уайтхед (Аккрингтон), Джон Гудолл (Дерби Каунти), Джо Скоуфилд (Сток), Фред Спайксли (Уэнсдей) |                                                                 |                 |       |                                                                                        |

| 1 апреля 1893 Домашний чемпионат 1893 | Англия                                               | 5:2             | Шотландия                  | Ричмонд, Лондон, Англия                                                                         |
| 15:30 | - Гослинг 15′ - Коттерилл 65′ - Спайксли 78′ 80′ 84′ | [ 114 ] [ 115 ] | - Уодделл 30′ - Селлар 55′ | Стадион: «Ричмонд Атлетик Граунд» Зрителей: от 15 до 20 тысяч Судья: Джон Чарльз Клегг (Англия) |
| Примечание: Данные о посещаемости матча, а также о минутах забитых голов в разных отчётах отличаются. Матч посетили герцогиня Текская Мария Аделаида, герцог Текский Франц, принцесса Мария Текская и принц Адольф, которые поприветствовали капитанов обеих команд перед матчем. Шотландия: (2-3-5) Лесли Гей (Олд Брайтонианс), Боб Холмс (Престон Норт Энд), Олбан Харрисон (Олд Уэстминстерс), Джек Ренолдз (Вест Бромвич Альбион), Джонни Холт (Эвертон), Джордж Кинзи (Вулверхэмптон Уондерерс), Билли Бассетт (Вест Бромвич Альбион), Эдгар Чадуик (Эвертон), Джордж Коттерилл (Олд Брайтонианс), Роберт Канлифф Гослинг (Олд Итонианс), Фред Спайксли (Уэнсдей) |                                                      |                 |                            |                                                                                                 |

### 1894 (матчи № 50—52)
| 3 марта 1894 Домашний чемпионат 1894 | Ирландия                    | 2:2             | Англия                    | Белфаст, Ирландия                                                                            |
| 15:30 | - Стэнфилд 70′ - Гибсон 89′ | [ 116 ] [ 117 ] | - Деви 42′ - Спайксли 55′ | Стадион: «Солитьюд» Зрителей: от 8 до 12 тысяч Судья: Томас Расселл Парк (Глазго, Шотландия) |
| Примечание: На 20-й минуте английский защитник Боб Холмс покинул поле из-за травмы, оставшееся время англичане играли вдесятером. В этой игре прервалась девятиматчевая победная серия сборной Англии. Данные о посещаемости матча, а также о минутах забитых голов в разных отчётах отличаются. Англия: (2-3-5) Джо Ридер (Вест Бромвич Альбион), Боб Хауарт (Эвертон), Боб Холмс (Престон Норт Энд), Джек Ренолдз (Астон Вилла), Джонни Холт (Эвертон), Джимми Крабтри (Бернли), Гарри Чиппендейл (Блэкберн Роверс), Джимми Уайтхед (Блэкберн Роверс), Джек Деви (Астон Вилла), Деннис Ходжеттс (Астон Вилла), Фред Спайксли (Уэнсдей) |                             |                 |                           |                                                                                              |

| 12 марта 1894 Домашний чемпионат 1894 | Уэльс       | 1:5             | Англия                                              | Рексем, Уэльс                                                                                      |
| 15:15 | Баудлер 10′ | [ 118 ] [ 119 ] | - Витч 30′ 55′ 80′ - Парри 31′ (авт.) - Гослинг 85′ | Стадион: «Рейскорс Граунд» Зрителей: от 3 до 6 тысяч Судья: Томас Расселл Парк (Глазго, Шотландия) |
| Примечание: Данные о посещаемости матча в разных отчётах отличаются. Англия: (2-3-5) Лесли Гей (Олд Брайтонианс), Вон Лодж (Кембридж Юниверсити), Фред Пелли (Олд Форрестерс), Энтони Хоссак (Коринтиан), Чарльз Рефорд-Браун (Олд Картузианс), Артур Топем (Кэжуалз), Роберт Топем (Кэжуалз), Роберт Канлифф Гослинг (Олд Итонианс), Гилберт Озуалд Смит (Коринтиан), Джон Витч (Олд Уэстминстерс), Руперт Сэндилендс (Олд Уэстминстерс) |             |                 |                                                     | |

| 7 апреля 1894 Домашний чемпионат 1894 | Шотландия                | 2:2             | Англия                     | Глазго, Шотландия                                                           |
| 15:30 | - Ламби 7′ - Макмаон 75′ | [ 120 ] [ 121 ] | - Гудолл 12′ - Ренолдз 85′ | Стадион: «Селтик Парк» Зрителей: 45 107 Судья: Джон Рид (Белфаст, Ирландия) |
| Примечание: Болельщики без билетов пытались прорваться на стадион, и в возникшей давке люди получили травмы, а многие, в том числе репортёры, были выдавлены с отведённых им мест, что стало следствием плохой организации. Англия: (2-3-5) Лесли Гей (Олд Брайтонианс), Томми Клэр (Сток), Фред Пелли (Олд Форрестерс), Джек Ренолдз (Астон Вилла), Джонни Холт (Эвертон), Эрнест Нидем (Шеффилд Юнайтед), Билли Бассетт (Вест Бромвич Альбион), Джон Гудолл (Дерби Каунти), Гилберт Озуалд Смит (Коринтиан), Эдгар Чадуик (Эвертон), Фред Спайксли (Уэнсдей) |                          |                 |                            |                                                                             |

### 1895 (матчи № 53—55)
| 9 марта 1895 Домашний чемпионат 1895 | Англия                                                                                                 | 9:0             | Ирландия | Дерби, Англия                                                                                         |
| 15:30 | - Торранс 3′ (авт.) - Блумер 4′ 58′ - Бектон 14′ 60′ - Гордон 30′ (авт.) - Хауэлл 36′ - Гудолл 65′ 87′ | [ 124 ] [ 125 ] |          | Стадион: «Каунти Крикет Граунд» Зрителей: от 8 до 10 тысяч Судья: Джеймс Робертсон (Данди, Шотландия) |
| Примечание: Авторы и минуты некоторых забитых голов в разных отчётах отличаются. Англия: (2-3-5) Джон Уилли Сатклифф (Болтон Уондерерс), Джимми Крабтри (Бернли), Боб Холмс (Престон Норт Энд), Рэб Хауэлл (Шеффилд Юнайтед), Томми Крошо (Уэнсдей), Джимми Тернер (Дерби Каунти), Билли Бассетт (Вест Бромвич Альбион), Фрэнк Бектон (Престон Норт Энд), Стив Блумер (Дерби Каунти), Джон Гудолл (Дерби Каунти), Джо Скоуфилд (Сток) | |                 |          | |

| 18 марта 1895 Домашний чемпионат 1895 | Англия         | 1:1             | Уэльс    | Лондон, Англия                                                                                |
| 15:40 | Сэндилендс 59′ | [ 126 ] [ 127 ] | Луис 74′ | Стадион: «Куинз Клаб» Зрителей: от 3 до 5 тысяч Судья: Томас Расселл Парк (Глазго, Шотландия) |
| Примечание: Данные о посещаемости, а также минуты забитых голов в разных отчётах отличаются. Англия: (2-3-5) Джордж Рейкс (Оксфорд Юниверсити), Вон Лодж (Кембридж Юниверсити), Уильям Оукли (Оксфорд Юниверсити), Артур Хенфри (Коринтиан), Чарльз Рефорд-Браун (Олд Картузианс), Ричард Баркер (Кэжуалз), Руперт Сэндилендс (Олд Уэстминстерс), Роберт Канлифф Гослинг (Олд Итонианс), Гилберт Озуалд Смит (Коринтиан), Джерард Дьюхерст (Ливерпуль Рамблерс), Хью Станборо (Олд Картузианс) |                |                 |          |                                                                                               |

| 6 апреля 1895 Домашний чемпионат 1895 | Англия                                         | 3:0             | Шотландия | Ливерпуль, Англия                                                   |
| 16:13 | - Блумер 25′ - Гибсон 35′ (авт.) - С. Смит 44′ | [ 129 ] [ 130 ] |           | Стадион: «Гудисон Парк» Зрителей: 42 500 Судья: Джон Рид (Ирландия) |
| Примечание: Минута, на которой Блумер забил первый гол, отличается в разных отчётах Англия: (2-3-5) Джон Уилли Сатклифф (Болтон Уондерерс), Джимми Крабтри (Бернли), Вон Лодж (Кембридж Юниверсити), Джек Ренолдз (Астон Вилла), Джонни Холт (Эвертон), Эрнест Нидем (Шеффилд Юнайтед), Билли Бассетт (Вест Бромвич Альбион), Стив Блумер (Дерби Каунти), Джон Гудолл (Дерби Каунти), Роберт Канлифф Гослинг (Олд Итонианс), Стивен Смит (Астон Вилла) |                                                |                 |           |                                                                     |

### 1896 (матчи № 56—58)
| 7 марта 1896 Домашний чемпионат 1896 | Ирландия | 0:2             | Англия                        | Белфаст, Ирландия                                                               |
| 15:30 |          | [ 131 ] [ 132 ] | - Г. О. Смит 40′ - Блумер 75′ | Стадион: «Солитьюд» Зрителей: 12 000 Судья: Джеймс Робертсон (Данди, Шотландия) |
| Англия: (2-3-5) Джордж Рейкс (Оксфорд Юниверсити), Вон Лодж (Кембридж Юниверсити), Уильям Оукли (Оксфорд Юниверсити), Джимми Крабтри (Астон Вилла), Томми Крошо (Уэнсдей), Джордж Кинзи (Дерби Каунти), Билли Бассетт (Вест Бромвич Альбион), Стив Блумер (Дерби Каунти), Гилберт Озуалд Смит (Коринтиан), Эдгар Чадуик (Эвертон), Фред Спайксли (Уэнсдей) |          |                 |                               |                                                                                 |

| 16 марта 1896 Домашний чемпионат 1896 | Уэльс      | 1:9             | Англия                                                                       | Кардифф, Уэльс                                                                            |
| 16:00 | Чапмен 65′ | [ 133 ] [ 134 ] | - Г. О. Смит 15′ 43′ - Блумер 25′ 40′ 60′ 83′ 89′ - Бассетт 33′ - Гудолл 80′ | Стадион: «Кардифф Армс Парк» Зрителей: 10 000 Судья: Томас Робертсон (Торранс, Шотландия) |
| Англия: (2-3-5) Джордж Рейкс (Оксфорд Юниверсити), Джимми Крабтри (Астон Вилла), Уильям Оукли (Оксфорд Юниверсити), Артур Хенфри (Коринтиан), Томми Крошо (Уэнсдей), Джордж Кинзи (Дерби Каунти), Билли Бассетт (Вест Бромвич Альбион), Стив Блумер (Дерби Каунти), Гилберт Озуалд Смит (Коринтиан), Джон Гудолл (Дерби Каунти), Руперт Сэндилендс (Олд Уэстминстерс) |            |                 |                                                                              |                                                                                           |

| 4 апреля 1896 Домашний чемпионат 1896 | Шотландия              | 2:1             | Англия      | Глазго, Шотландия                                                   |
| 15:55 | - Ламби 25′ - Белл 30′ | [ 135 ] [ 136 ] | Бассетт 75′ | Стадион: «Селтик Парк» Зрителей: 56 500 Судья: Хамфри Джонс (Уэльс) |
| Примечание: Игра прервала серию из двадцати матчей сборной Англии без поражений, которая длилась шесть лет. Официальная посещаемость матча составила 51 345 зрителей, но в большинстве отчётов указано, что на игре присуствовало 56 500 зрителей (мировой рекорд на тот момент). Минуты забитых голов в разных отчётах отличаются. Англия: (2-3-5) Джордж Рейкс (Оксфорд Юниверсити), Вон Лодж (Кембридж Юниверсити), Уильям Оукли (Оксфорд Юниверсити), Артур Хенфри (Коринтиан), Томми Крошо (Уэнсдей), Джимми Крабтри (Астон Вилла), Билли Бассетт (Вест Бромвич Альбион), Джон Гудолл (Дерби Каунти), Гилберт Озуалд Смит (Коринтиан), Гарри Вуд (Вулверхэмптон Уондерерс), Катберт Бернап (Кембридж Юниверсити) |                        |                 |             |                                                                     |

### 1897 (матчи № 59—61)
| 20 февраля 1897 Домашний чемпионат 1897 | Англия                                               | 6:0             | Ирландия | Ноттингем, Англия                                                                   |
| 15:05 | - Блумер 17′ 85′ - Уэлдон 27′ 30′ 55′ - Атерсмит 75′ | [ 137 ] [ 138 ] |          | Стадион: «Трент Бридж» Зрителей: 13 490 Судья: Томас Робертсон (Торранс, Шотландия) |
| Примечание: На 80-й минуте ирландец Боб Милн не реализовал пенальти. Минуты забитых голов в разных отчётах отличаются. Англия: (2-3-5) Джек Робинсон (Дерби Каунти), Уильям Оукли (Коринтиан), Билли Уильямс (Вест Бромвич Альбион), Бернард Миддлдитч (Коринтиан), Томми Крошо (Уэнсдей), Эрнест Нидем (Шеффилд Юнайтед), Чарли Атерсмит (Астон Вилла), Стив Блумер (Дерби Каунти), Гилберт Озуалд Смит (Коринтиан), Фред Уэлдон (Астон Вилла), Гарри Брэдшо (Ливерпуль) |                                                      |                 |          |                                                                                     |

| 29 марта 1897 Домашний чемпионат 1897 | Англия                                     | 4:0             | Уэльс | Шеффилд, Англия                                                                    |
| 15:40 | - Нидем 23′ - Блумер 44′ - Милуорд 62′ 64′ | [ 139 ] [ 140 ] |       | Стадион: «Брэмолл Лейн» Зрителей: 5000 Судья: Томас Робертсон (Торранс, Шотландия) |
| Англия: (2-3-5) Уильям Фулк (Шеффилд Юнайтед), Уильям Оукли (Коринтиан), Говард Спенсер (Астон Вилла), Джек Ренолдз (Астон Вилла), Томми Крошо (Уэнсдей), Эрнест Нидем (Шеффилд Юнайтед), Чарли Атерсмит (Астон Вилла), Стив Блумер (Дерби Каунти), Гилберт Озуалд Смит (Коринтиан), Фрэнк Бектон (Ливерпуль), Алфред Милуорд (Эвертон) |                                            |                 |       |                                                                                    |

| 3 апреля 1897 Домашний чемпионат 1897 | Англия     | 1:2             | Шотландия                 | Лондон, Англия                                                                |
| 16:00 | Блумер 19′ | [ 141 ] [ 142 ] | - Хислоп 22′ - Миллер 80′ | Стадион: «Кристал Пэлас» Зрителей: 33 715 Судья: Ричард Гоф (Озуэстри, Уэльс) |
| Примечание: Англия потерпела своё первое домашнее поражение за восемь лет, прервав беспроигрышную домашнюю серию из 11 матчей. Минуты забитых голов в разных отчётах отличаются. Англия: (2-3-5) Джек Робинсон (Дерби Каунти), Уильям Оукли (Коринтиан), Говард Спенсер (Астон Вилла), Джек Ренолдз (Астон Вилла), Томми Крошо (Уэнсдей), Эрнест Нидем (Шеффилд Юнайтед), Чарли Атерсмит (Астон Вилла), Стив Блумер (Дерби Каунти), Гилберт Озуалд Смит (Коринтиан), Эдгар Чадуик (Эвертон), Алфред Милуорд (Эвертон) |            |                 |                           |                                                                               |

### 1898 (матчи № 62—64)
| 5 марта 1898 Домашний чемпионат 1898 | Ирландия                    | 2:3             | Англия                                       | Белфаст, Ирландия                                                                |
| 15:30 | - Пайпер 18′ - Макаллен 70′ | [ 143 ] [ 144 ] | - Г. О. Смит 37′ - Атерсмит 40′ - Моррен 50′ | Стадион: «Солитьюд» Зрителей: 12 000 Судья: Томас Робертсон (Торранс, Шотландия) |
| Примечание: Минуты и авторы некоторых забитых голов в разных отчётах отличаются. Англия: (2-3-5) Джек Робинсон (Нью-Брайтон Тауэр), Уильям Оукли (Коринтиан), Билли Уильямс (Вест Бромвич Альбион), Фрэнк Форман (Ноттингем Форест), Томми Моррен (Шеффилд Юнайтед), Джимми Тернер (Дерби Каунти), Чарли Атерсмит (Астон Вилла), Чарли Ричардс (Ноттингем Форест), Гилберт Озуалд Смит (Коринтиан), Бен Гарфилд (Вест Бромвич Альбион), Фред Уэлдон (Астон Вилла) |                             |                 |                                              |                                                                                  |

| 28 марта 1898 Домашний чемпионат 1898 | Уэльс | 0:3             | Англия                           | Рексем, Уэльс                                                                                    |
| 15:35 |       | [ 145 ] [ 146 ] | - Уэлдон 9′ 75′ - Г. О. Смит 88′ | Стадион: «Рейскорс Граунд» Зрителей: от 4 до 6 тысяч Судья: Томас Робертсон (Торранс, Шотландия) |
| Примечание: Данные о посещаемости, а также минуты забитых голов в разных отчётах отличаются. Англия: (2-3-5) Джек Робинсон (Нью-Брайтон Тауэр), Уильям Оукли (Коринтиан), Билли Уильямс (Вест Бромвич Альбион), Том Перри (Вест Бромвич Альбион), Том Бут (Блэкберн Роверс), Эрнест Нидем (Шеффилд Юнайтед), Чарли Атерсмит (Астон Вилла), Джон Гудолл (Дерби Каунти), Гилберт Озуалд Смит (Коринтиан), Фред Уэлдон (Астон Вилла), Фред Спайксли (Уэнсдей) |       |                 |                                  |                                                                                                  |

| 2 апреля 1898 Домашний чемпионат 1898 | Шотландия  | 1:3             | Англия                       | Глазго, Шотландия                                                                              |
| 16:00 | Миллер 46′ | [ 147 ] [ 148 ] | - Уэлдон 3′ - Блумер 23′ 70′ | Стадион: «Селтик Парк» Зрителей: от 42 до 60 тысяч Судья: Томас Робертсон (Торранс, Шотландия) |
| Примечание: Данные о посещаемости, а также минуты забитых голов в разных отчётах отличаются. Англия: (2-3-5) Джек Робинсон (Нью-Брайтон Тауэр), Билли Уильямс(Вест Бромвич Альбион), Уильям Оукли (Коринтиан), Фрэнк Форман (Ноттингем Форест), Чарльз Рефорд-Браун (Олд Картузианс), Эрнест Нидем (Шеффилд Юнайтед), Чарли Атерсмит (Астон Вилла), Стив Блумер (Дерби Каунти), Гилберт Озуалд Смит (Коринтиан), Фред Уэлдон (Астон Вилла), Фред Спайксли (Уэнсдей) |            |                 |                              |                                                                                                |

### 1899 (матчи № 65—67)
| 18 февраля 1899 Домашний чемпионат 1899 | Англия | 13:2            | Ирландия                      | Сандерленд, Англия                                                                       |
| 15:05 | - Фрэнк Форман 15′ - Фред Форман 20′ 52′ - Атерсмит 25′ - Г. О. Смит 32′ 59′ 60′ 63′ - Блумер 40′ 89′ - Сеттл 53′ 55′ 80′ | [ 149 ] [ 150 ] | - Макаллен 65′ - Кэмпбелл 88′ | Стадион: «Рокер Парк» Зрителей: от 12 до 15 тысяч Судья: Александер Хэмилтон (Шотландия) |
| Примечание: Счёт мог бы быть крупнее: англичанин Джимми Крабтри не реализовал пенальти (пробил мимо). Ирландец Джо Макаллен также не реализовал пенальти на 65-й минуте, но забил гол после добивания. Данные о посещаемости и минутах забитых голов в разных отчётах отличаются. Англия: (2-3-5) Джек Хиллман (Бернли), Фил Бейч (Сандерленд), Билли Уильямс (Вест Бромвич Альбион), Фрэнк Форман (Ноттингем Форест), Джимми Крабтри (Астон Вилла), Эрнест Нидем (Шеффилд Юнайтед), Чарли Атерсмит (Астон Вилла), Стив Блумер (Дерби Каунти), Гилберт Озуалд Смит (Коринтиан), Джимми Сеттл (Бери), Фред Форман (Ноттингем Форест) | |                 |                               |                                                                                          |

| 20 марта 1899 Домашний чемпионат 1899 | Англия                                         | 4:0             | Уэльс | Бристоль, Англия                                                                   |
| 15:30 | - Нидем 30′ - Блумер 44′ 86′ - Фред Форман 55′ | [ 151 ] [ 152 ] |       | Стадион: «Аштон Гейт» Зрителей: 10 000 Судья: Томас Робертсон (Торранс, Шотландия) |
| Примечание: Минута, на которой Форман забил гол, отличается в разных отчётах (55-я или 60-я). Англия: (2-3-5) Джек Робинсон (Саутгемптон), Гарри Тикитт (Шеффилд Юнайтед), Билли Уильямс (Вест Бромвич Альбион), Фрэнк Форман (Ноттингем Форест), Джимми Крабтри (Астон Вилла), Эрнест Нидем (Шеффилд Юнайтед), Чарли Атерсмит (Астон Вилла), Стив Блумер (Дерби Каунти), Гилберт Озуалд Смит (Коринтиан), Джимми Сеттл (Бери), Фред Форман (Ноттингем Форест) |                                                |                 |       |                                                                                    |

| 8 апреля 1899 Домашний чемпионат 1899 | Англия                       | 2:1             | Шотландия    | Бирмингем, Англия                                                                |
| 16:00 | - Г. О. Смит 25′ - Сеттл 40′ | [ 153 ] [ 154 ] | Хэмилтон 52′ | Стадион: «Вилла Парк» Зрителей: 25 590 Судья: Джеймс Торранс (Белфаст, Ирландия) |
| Англия: (2-3-5) Джек Робинсон (Саутгемптон), Гарри Тикитт (Шеффилд Юнайтед), Джимми Крабтри (Астон Вилла), Фрэнк Форман (Ноттингем Форест), Рэб Хауэлл (Ливерпуль), Эрнест Нидем (Шеффилд Юнайтед), Чарли Атерсмит (Астон Вилла), Стив Блумер (Дерби Каунти), Гилберт Озуалд Смит (Коринтиан), Джимми Сеттл (Бери), Фред Форман (Ноттингем Форест) |                              |                 |              |                                                                                  |